# Das wandernde Bild
Das wandernde Bild (La imatge errant) és una pel·lícula muda dramàtica de 1920 dirigida per Fritz Lang i protagonitzat per Mia May, Hans Marr i Rudolf Klein-Rogge. També és conegut pel títol alternatius de 'The Wandering Picture' i The Wandering Shadow (títol de DVD dels EUA).
Els decorats de la pel·lícula van ser dissenyats per Otto Hunte. El director d'art Erich Kettelhut i Robert Neppach van ser emprats per dissenyar models per a la producció.

## Sinopsi
Irmgard, la jove vídua d'un famós filòsof, és assetjada per un home anomenat John. Tant és així que per escapar-se d'ell, va a buscar refugi a les muntanyes properes... Però en John, decidit, va als talons

## Repartiment
- Mia May com a Irmgard Vanderheit
- Hans Marr com a Georg Vanderheit / John Vanderheit
- Harry Frank
- Rudolf Klein-Rogge com el cosí de Georg Wil Brand
- Loni Nest com a filla d'Irmgard